# Oxya agavisa
Oxya agavisa är en insektsart som beskrevs av Tsai, P. 1931. Oxya agavisa ingår i släktet Oxya och familjen gräshoppor.

## Underarter
Arten delas in i följande underarter:
- O. a. agavisa
- O. a. tinkhami
- O. a. robusta